# Abu Yahya ibn Abd al-Haqq
Abū Yaḥyā ibn ʿAbd al-Ḥaqq (in arabo أَبُو يَحيَى بن عَبد الحَقّ‎?; ... – 1258) è stato il quarto sultano della dinastia merinide del Marocco, figlio del fondatore della dinastia, Abd al-Haqq I.

## Biografia
Salì al potere dopo la morte del fratello Muhammad ibn Abd Al-Haqq nel 1244.
Continuò la guerra contro gli Almohadi alleandosi con gli Hafsidi, dinastia regnante nell'Ifriqiya.
Con l'ausilio di mercenari castigliani (Farfanes) riuscì a conquistare Fès nel 1248.
Morì di malattia nel 1258 e gli succedette sul trono il fratello Abu Yusuf Ya'qub ibn 'Abd al-Haqq che sconfisse definitivamente gli Almohadi.